# Edwin av Northumbria

Kung Edwins släktträd

Edwin (Eadwine), född omkring 586, var kung i Deira och därefter Northumbria under det tidiga 600-talet. 
Han var son till Aella. Edwin slog 617 Ethelfrid, kung i Bernicia, som angripit Deiras tron och förenat Bernicia och Deira till en stat under namnet Northumbria, och gjorde sig till konung i detta rike. I norr utbredde han sitt välde till floden Forth, och gränsen skyddades där av staden, Edinburgh, som sannolikt har fått sitt namn efter Edwin. Västerut underlade han sig öarna Anglesey och Isle of Man, och söder om floden Humber erkändes han som överherre överallt, utom i Kent.
625 äktade han den kentiska konungadottern  Ethelburgha, som var kristen. Genom henne och den henne åtföljande missionären Paulinus lät han omvända sig till kristendomen. Bekämpande en hednisk reaktion som leddes av hans lydfurste Penda i Mercia samt den walesiske kungen Cadwallon, stupade Edwin i ett slag vid Hatfield Chase 633. Han var far till Eanflæd.

## Källa
- Nordisk familjebok